# Байконыс (Павлодарская область)
Байконыс (каз. Байқоныс) — село в Теренкольском районе Павлодарской области Казахстана. Расположено на трассе Павлодар — Омск в 81 км к северо-западу от областного центра — Павлодара и в 26 км к юго-востоку от районного центра — села Теренколь. Административный центр Байконысского сельского округа. Код КАТО — 554833100.
Село было центральной усадьбой бывшего молочного совхоза «Байгунус», основанного в 1930 году на базе владений бывшего частного хозяйства Лунёва.

## Население
В 1985 году в селе проживало 1707 человек. В 1999 году население села составляло 1397 человек (696 мужчин и 701 женщина). По данным переписи 2009 года, в селе проживало 919 человек (458 мужчин и 461 женщина).